# Paul Erdős
Paul Erdős, nato  Pál Erdős (IPA: [ˈɛrdøːʃ paːl]; Budapest, 26 marzo 1913 – Varsavia, 20 settembre 1996), è stato un matematico ungherese.
È stato uno dei matematici più prolifici ed eccentrici della storia.
Ha lavorato e risolto problemi legati alla teoria dei grafi, combinatoria, teoria dei numeri, analisi, teoria dell'approssimazione, teoria degli insiemi e probabilità.

## Biografia
Nacque il 26 marzo 1913 a Budapest, all'epoca città parte dell'Impero austro-ungarico, da una famiglia ebraica non praticante. Fin da bambino Erdős dimostrò un grande talento matematico, tanto da venire accettato dai matematici ungheresi come loro pari.
Sebbene la sua grandezza come matematico fosse riconosciuta e confermata dai numerosi premi ricevuti, Erdős divenne famoso per il suo stile di vita "vagabondo": tra una conferenza e l'altra girovagava tra i continenti presentandosi alla porta dei suoi colleghi matematici annunciando "la mia mente è aperta". Questa frase significava che egli era pronto a lavorare con il collega e si aspettava che questi lo ospitasse a casa sua durante la loro collaborazione.
Erdős era in grado di lavorare anche per 20 ore al giorno e ciò spesso metteva a dura prova la capacità di concentrazione dei padroni di casa, che non erano abituati a tali ritmi. Erdős era solito ripetere, riguardo a questa sua strana abitudine, un motto diventato famoso: "Another roof, another proof" (un altro tetto, un'altra dimostrazione).
Erdős era una persona ossessionata dalla matematica e non desiderava soldi o fama. Infatti la maggior parte del denaro che riceveva per le conferenze lo donava per cause benefiche, tenendo per sé solo quanto era sufficiente a soddisfare il suo frugale stile di vita. Dava soldi a tutti i mendicanti. Quando riscosse il suo primo stipendio fu avvicinato da un pover'uomo che gli chiese i soldi per una tazza di tè. Allora tirò fuori dalla busta una piccola somma, che tenne per sé, e gli diede tutto il resto. Si può dire che semplicemente non si curava affatto di ciò che non era matematica. "Alcuni socialisti francesi hanno detto che la proprietà è un furto — diceva. — Io penso che più che altro sia una seccatura". Non aveva una casa e tutte le sue proprietà materiali erano stipate in due logore valigie che lo accompagnavano ovunque andasse.
Dopo il 1971 Erdős incominciò a far uso di anfetamine per poter lavorare meglio. Ronald Graham, suo amico e collaboratore, preoccupato per la sua salute lo sfidò a non assumere anfetamine per un mese scommettendo 500 dollari. Erdős vinse la scommessa e dopo aver ritirato la sua vincita disse all'amico: "Ti ho dimostrato che non sono un drogato, ma tu hai fatto perdere un mese di teoremi e dimostrazioni alla matematica. Prima quando mi sedevo davanti a un foglio bianco la mia mente si riempiva di idee e teoremi mentre adesso quando vedo un foglio bianco vedo solo un foglio bianco." Subito dopo aver vinto la scommessa Erdős riprese le vecchie abitudini. Fu anche un abituale consumatore di caffeina, come Henri Poincaré.
Erdős sviluppò un proprio vocabolario personale: spesso parlava del Libro riferendosi a un ipotetico libro, posseduto da Dio, nel quale erano racchiuse tutte le dimostrazioni sviluppate nella forma più elegante. Quando vedeva una dimostrazione particolarmente elegante e ben fatta era solito affermare che essa venisse direttamente dal Libro. Nel personale vocabolario di Erdős "capo" indicava una donna, "schiavo" un uomo, "epsilon" un bambino (epsilon, in matematica, indica una quantità piccola), "veleno" gli alcolici, "rumore" la musica, "predicare" il tenere una conferenza di matematica, e così via. Erdős utilizzava un suo proprio gergo anche per indicare gli Stati: Samlandia erano gli Stati Uniti d'America (dalla figura dello Zio Sam), mentre Joseplandia era l'URSS (da Iosif Stalin). Per il suo epitaffio ha suggerito: "Adesso ho finito di diventare più stupido" (ungherese: Végre nem butulok tovább).
Curiosa e anche inquietante la sua idea di Dio, che negli anni quaranta cominciò a chiamare SF, vale a dire Sommo Fascista ("supreme fascist"), immaginandolo infatti come una sorta di despota cosmico. “Con tante brutte cose nel mondo,” spiegava “non sono sicuro che Dio, ammesso che esista, sia buono”. Ammirava il romanzo di Anatole France La rivolta degli angeli, in cui Dio è rappresentato malvagio e il diavolo buono. "Il SF ci ha creati per godersi le nostre sofferenze;" concludeva "prima moriamo prima sventiamo i Suoi piani". È morto a causa di un attacco di cuore il 20 settembre 1996 durante un congresso a Varsavia.

## Lavoro matematico e collaborazioni
Dai suoi contributi allo sviluppo della teoria di Ramsey e all'applicazione dei metodi probabilistici alla teoria stessa è nata una nuova branca dell'analisi combinatoria derivata in parte dalla teoria analitica dei numeri. Erdős è stato uno dei più prolifici matematici della storia: durante la sua vita ha scritto 1.485 articoli di matematica.

### Problemi di Erdős

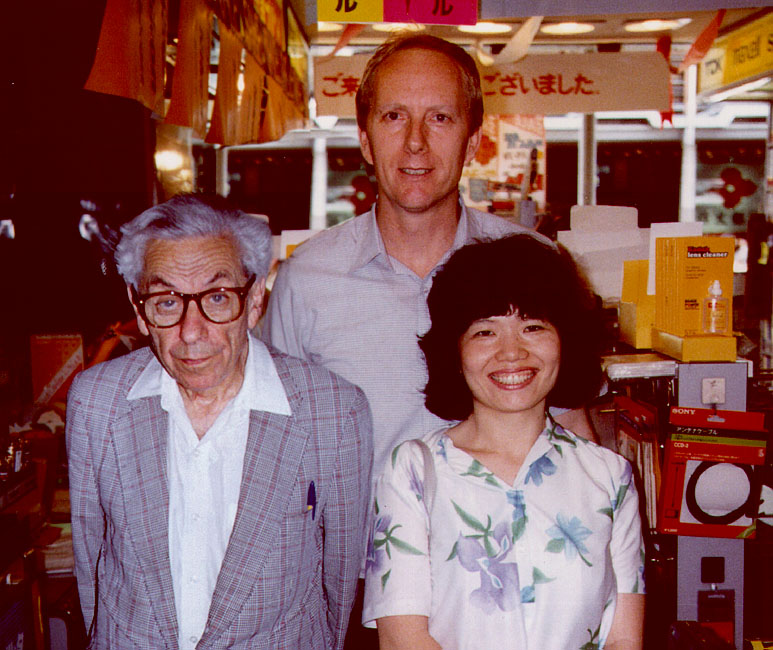
Paul Erdős, Ronald Graham e Fan Chung

Durante la sua carriera, Erdős ha offerto premi in denaro per la soluzione di alcuni problemi irrisolti. Questi premi vanno dai 25$ per i problemi che considerava appena fuori dalla portata del pensiero matematico corrente, fino a diverse migliaia di dollari per quei problemi che erano sia difficili da attaccare sia matematicamente significativi. Si stima vi siano almeno un migliaio di tali premi in sospeso, anche se non esiste un elenco ufficiale o completo. I premi sono ancora attivi nonostante la morte di Erdős, gestiti informalmente da Ronald Graham. I vincitori possono ottenere o un assegno firmato da Erdős (privo di validità) o un assegno incassabile da Graham.
Forse il più importante di questi problemi matematici è la congettura di Erdős sulle progressioni aritmetiche, che attualmente ha un valore di 5000$: Se la somma dei reciproci di una sequenza di numeri interi diverge, allora la sequenza contiene progressioni aritmetiche di lunghezza arbitraria. Se fosse dimostrata, risolverebbe molti altri problemi aperti nella teoria dei numeri (anche se l'implicazione principale della congettura, ossia che l'insieme dei numeri primi contiene progressioni aritmetiche arbitrariamente lunghe, è stato dimostrato indipendentemente nel Teorema di Green-Tao). Fra i problemi di Erdős forse il più semplice da descrivere è la congettura di Collatz, per una soluzione del quale Erdős ha offerto 500 dollari.

## Il numero di Erdős
Erdős è sicuramente il matematico che ha collaborato di più con i suoi colleghi, cambiando il modo di lavorare di molti matematici, e rendendo la matematica una scienza sociale da sviluppare ed elaborare in gruppo. Ha pubblicato lavori con ben 509 matematici diversi. Da questa enorme mole di collaborazioni è nata l'usanza scherzosa, probabilmente inventata dall'analista Casper Goffman nel 1969 nel suo articolo And what is your Erdős number?, di definire il numero di Erdős di un matematico in questa maniera ricorsiva: Erdős ha il numero di Erdős 0. I suoi diretti collaboratori hanno il numero di Erdős 1. Il numero di Erdős 2 lo hanno invece quei matematici che hanno pubblicato lavori con un matematico che ha il numero di Erdős 1, e così via.
A questa curiosità è dedicato un sito internet gestito da Jerrold Grossman della Oakland University di Rochester. I numeri di Erdős formano una rete a invarianza di scala. Anche Hank Aaron, la famosa stella del baseball, è passato alla storia per avere numero di Erdős 1 perché lui e Erdős firmarono insieme una palla da baseball all'Università della Georgia, quando fu conferita a Erdős una laurea honoris causa per uno studio su dei numeri ispirati da un record stabilito da Aaron.
Una facezia simile nel cinema viene fatta per Kevin Bacon: il numero di Bacon. Dalla somma dei due numeri nasce il numero di Erdős-Bacon che però, provenendo da due campi così diversi, è posseduto da un numero molto ridotto di persone, principalmente da matematici (o scienziati) apparsi per qualche documentario scientifico o da attori come, ad esempio, Natalie Portman, che possiede il numero di Erdős-Bacon 6.
Tra i matematici con cui Erdős ha collaborato con maggiore frequenza vi sono Yousef Alavi, Béla Bollobás, Stefan Burr, Fan Chung, Ralph Faudree, Ronald Graham, András Gyárfás, András Hajnal, Eric Milner, János Pach, Carl Pomerance, Richard Rado (uno degli autori del teorema di Erdős-Ko-Rado), Alfréd Rényi, Vojtech Rődl, C. C. Rousseau, Andras Sárközy, Dick Schelp, Miklós Simonovits, Vera Sós, Joel Spencer, Endre Szemerédi, Paul Turán, Peter Winkler.